# Campionato mondiale maschile di pallacanestro Under-19 1991
Il 4º Campionato mondiale maschile di pallacanestro Under-19 (noto anche come 1991 FIBA Under-19 World Championship) si è svolto dal 26 luglio al 4 agosto 1991 a Edmonton.

## Prima fase
Le 16 squadre sono state divise in 4 gruppi di 4. Le prime due di ciascun girone partecipano alla seconda fase composta da due gironi da quattro squadre al termine del quale le prime due partecipano a semifinali e finale. Le restanti partecipano ad un torneo di consolazione.

### Gruppo A
| Squadra   | P.ti | G | V | P | PF  | PS  | DP  |
| --------- | ---- | - | - | - | --- | --- | --- |
| Romania   | 5    | 3 | 2 | 1 | 230 | 216 | +14 |
| Argentina | 5    | 3 | 2 | 1 | 221 | 214 | +7  |
| Australia | 5    | 3 | 2 | 1 | 237 | 227 | +10 |
| Cina      | 3    | 3 | 0 | 3 | 221 | 252 | -31 |

### Gruppo B
| Squadra     | P.ti | G | V | P | PF  | PS  | DP   |
| ----------- | ---- | - | - | - | --- | --- | ---- |
| Stati Uniti | 6    | 3 | 3 | 0 | 316 | 225 | +91  |
| Spagna      | 5    | 3 | 2 | 1 | 330 | 232 | +98  |
| Nigeria     | 4    | 3 | 1 | 2 | 221 | 234 | -13  |
| Giappone    | 3    | 3 | 0 | 3 | 163 | 339 | -176 |

### Gruppo C
| Squadra | P.ti | G | V | P | PF  | PS  | DP   |
| ------- | ---- | - | - | - | --- | --- | ---- |
| Italia  | 6    | 3 | 3 | 0 | 306 | 199 | +107 |
| Canada  | 5    | 3 | 2 | 1 | 251 | 242 | +9   |
| Uruguay | 4    | 3 | 1 | 2 | 221 | 270 | -49  |
| Angola  | 3    | 3 | 0 | 3 | 198 | 265 | -67  |

### Gruppo D
| Squadra          | P.ti | G | V | P | PF  | PS  | DP  |
| ---------------- | ---- | - | - | - | --- | --- | --- |
| Brasile          | 5    | 3 | 2 | 1 | 295 | 254 | +41 |
| Jugoslavia       | 5    | 3 | 2 | 1 | 248 | 237 | +11 |
| Unione Sovietica | 5    | 3 | 2 | 1 | 278 | 273 | +5  |
| Siria            | 3    | 3 | 0 | 3 | 235 | 292 | -57 |

## Girone finale

### Gruppo A
| Squadra    | P.ti | G | V | P | PF  | PS  | DP  |
| ---------- | ---- | - | - | - | --- | --- | --- |
| Italia     | 6    | 3 | 3 | 0 | 257 | 240 | +17 |
| Jugoslavia | 5    | 3 | 2 | 1 | 239 | 230 | +9  |
| Spagna     | 4    | 3 | 1 | 2 | 262 | 268 | -6  |
| Romania    | 3    | 3 | 0 | 3 | 232 | 252 | -20 |

### Gruppo B
| Squadra     | P.ti | G | V | P | PF  | PS  | DP  |
| ----------- | ---- | - | - | - | --- | --- | --- |
| Stati Uniti | 6    | 3 | 3 | 0 | 260 | 212 | +48 |
| Argentina   | 5    | 3 | 2 | 1 | 218 | 208 | +10 |
| Brasile     | 4    | 3 | 1 | 2 | 238 | 250 | -12 |
| Canada      | 3    | 3 | 0 | 3 | 206 | 252 | -46 |

## Torneo di consolazione

### Gruppo A
| Squadra   | P.ti | G | V | P | PF  | PS  | DP  |
| --------- | ---- | - | - | - | --- | --- | --- |
| Siria     | 6    | 3 | 3 | 0 | 248 | 229 | +19 |
| Australia | 5    | 3 | 2 | 1 | 279 | 191 | +88 |
| Uruguay   | 4    | 3 | 1 | 2 | 240 | 249 | -9  |
| Giappone  | 3    | 3 | 0 | 3 | 202 | 300 | -98 |

### Gruppo B
| Squadra          | P.ti | G | V | P | PF  | PS  | DP   |
| ---------------- | ---- | - | - | - | --- | --- | ---- |
| Unione Sovietica | 6    | 3 | 3 | 0 | 351 | 222 | +129 |
| Cina             | 5    | 3 | 2 | 1 | 254 | 248 | +6   |
| Angola           | 4    | 3 | 1 | 2 | 203 | 259 | -46  |
| Nigeria          | 3    | 3 | 0 | 3 | 222 | 301 | -79  |

## Seconda fase

### Tabellone principale
|  | 1º-4º posto | 1º-4º posto | 1º-4º posto |     |        | 1º posto   | 1º posto   | 1º posto |  |
|  |             |             |             |     |        |            |            |          |  |
|  | Italia      | Italia      | 79          |     |        |            |            |          |  |
|  | Italia      | Italia      | 79          |     |        |            |            |          |  |
|  | Argentina   | Argentina   | 63          |     |        |            |            |          |  |
|  | Argentina   | Argentina   | 63          |     | Italia | Italia     | 85         |          |  |
|  |             |             |             |     | Italia | Italia     | 85         |          |  |
|  |             |             | USA         | USA | 90     |            |            |          |  |
|  | Jugoslavia  | Jugoslavia  | USA         | USA | 90     | 74         |            |          |  |
|  | Jugoslavia  | Jugoslavia  |             |     |        | 74         |            |          |  |
|  | USA         | USA         | 76          |     |        | 3º posto   | 3º posto   | 3º posto |  |
|  | USA         | USA         | 76          |     |        |            |            |          |  |
|  |             |             |             |     |        |            |            |          |  |
|  |             |             |             |     |        | Argentina  | Argentina  | 71       |  |
|  |             |             |             |     |        | Argentina  | Argentina  | 71       |  |
|  |             |             |             |     |        | Jugoslavia | Jugoslavia | 74       |  |

#### Incontri dal 5º all'8º posto
|  | 5º-8º posto | 5º-8º posto | 5º-8º posto |         |        | 5º posto | 5º posto | 5º posto |  |
|  |             |             |             |         |        |          |          |          |  |
|  | Spagna      | Spagna      | 92          |         |        |          |          |          |  |
|  | Spagna      | Spagna      | 92          |         |        |          |          |          |  |
|  | Canada      | Canada      | 77          |         |        |          |          |          |  |
|  | Canada      | Canada      | 77          |         | Spagna | Spagna   | 96       |          |  |
|  |             |             |             |         | Spagna | Spagna   | 96       |          |  |
|  |             |             | Romania     | Romania | 110    |          |          |          |  |
|  | Brasile     | Brasile     | Romania     | Romania | 110    | 77       |          |          |  |
|  | Brasile     | Brasile     |             |         |        | 77       |          |          |  |
|  | Romania     | Romania     | 104         |         |        | 7º posto | 7º posto | 7º posto |  |
|  | Romania     | Romania     | 104         |         |        |          |          |          |  |
|  |             |             |             |         |        |          |          |          |  |
|  |             |             |             |         |        | Canada   | Canada   | 89       |  |
|  |             |             |             |         |        | Canada   | Canada   | 89       |  |
|  |             |             |             |         |        | Brasile  | Brasile  | 93       |  |

#### Incontri dal 9º al 12º posto
|  | 9º-12º posto | 9º-12º posto | 9º-12º posto |      |      | 9º posto  | 9º posto  | 9º posto  |  |
|  |              |              |              |      |      |           |           |           |  |
|  | Siria        | Siria        | 82           |      |      |           |           |           |  |
|  | Siria        | Siria        | 82           |      |      |           |           |           |  |
|  | Cina         | Cina         | 93           |      |      |           |           |           |  |
|  | Cina         | Cina         | 93           |      | Cina | Cina      | 77        |           |  |
|  |              |              |              |      | Cina | Cina      | 77        |           |  |
|  |              |              | URSS         | URSS | 134  |           |           |           |  |
|  | URSS         | URSS         | URSS         | URSS | 134  | 82        |           |           |  |
|  | URSS         | URSS         |              |      |      | 82        |           |           |  |
|  | Australia    | Australia    | 81           |      |      | 11º posto | 11º posto | 11º posto |  |
|  | Australia    | Australia    | 81           |      |      |           |           |           |  |
|  |              |              |              |      |      |           |           |           |  |
|  |              |              |              |      |      | Siria     | Siria     | 80        |  |
|  |              |              |              |      |      | Siria     | Siria     | 80        |  |
|  |              |              |              |      |      | Australia | Australia | 104       |  |

#### Incontri dal 13º all'16º posto
|  | 13º-16º posto | 13º-16º posto | 13º-16º posto |        |         | 13º posto | 13º posto | 13º posto |  |
|  |               |               |               |        |         |           |           |           |  |
|  | Uruguay       | Uruguay       | 96            |        |         |           |           |           |  |
|  | Uruguay       | Uruguay       | 96            |        |         |           |           |           |  |
|  | Nigeria       | Nigeria       | 66            |        |         |           |           |           |  |
|  | Nigeria       | Nigeria       | 66            |        | Uruguay | Uruguay   | 77        |           |  |
|  |               |               |               |        | Uruguay | Uruguay   | 77        |           |  |
|  |               |               | Angola        | Angola | 78      |           |           |           |  |
|  | Angola        | Angola        | Angola        | Angola | 78      | 69        |           |           |  |
|  | Angola        | Angola        |               |        |         | 69        |           |           |  |
|  | Giappone      | Giappone      | 58            |        |         | 15º posto | 15º posto | 15º posto |  |
|  | Giappone      | Giappone      | 58            |        |         |           |           |           |  |
|  |               |               |               |        |         |           |           |           |  |
|  |               |               |               |        |         | Nigeria   | Nigeria   | 120       |  |
|  |               |               |               |        |         | Nigeria   | Nigeria   | 120       |  |
|  |               |               |               |        |         | Giappone  | Giappone  | 95        |  |

## Classifica finale
| Campione del Mondo | Campione del Mondo | Campione del Mondo | Campione del Mondo |
| --- | ------------------ | --- | ------------------ |
| Stati Uniti under 194 Brown, 5 Caver, 6 Reeves, 7 Faulkner, 8 J. Lang, 9 A. Lang, 10 Baker, 11 Person, 12 Miller, 13 Parks, 14 Stokes, 15 Scott, All. Lon Kruger |                    | |                    |
| Argento | Italia             | Italia under 194 Calbini, 5 Portaluppi, 6 Anchisi, 7 Fučka, 8 De Pol, 9 Ruggeri, 10 Abbio, 11 Alberti, 12 Semprini, 13 Londero, 14 Frosini, 15 Bonsignori, All. -             |                    |
| Bronzo | Argentina          | Argentina under 194 García, 5 Sucatzky, 6 Montecchia, 7 Acastello, 8 Cocha, 9 Peinado, 10 Aragona, 11 Farabello, 12 Díaz, 13 Racca, 14 Simoni, 15 Wolkowyski, All. -          |                    |
| 4. | Jugoslavia         | Jugoslavia under 194 Bodiroga, 5 Arsić, 6 Lončar, 7 Mršić, 8 Pajović, 9 Čizmić, 10 Topalović, 11 Rebrača, 12 Radović, 13 Šilobad, 14 Tarlać, 15 Ridl, All. Duško Vujošević    |                    |
| 5. | Romania            | Romania under 194 Bicov, 5 Ştefan, 6 Alecu, 7 Palîi, 8 Țenter, 9 Paun, 10 Mircea, 11 Alexe, 12 Torday, 13 Roschnafsky, 14 Scobai, 15 Mureșan, All. -                          |                    |
| 6. | Spagna             | Spagna under 194 García, 5 Galilea, 6 Pardo, 7 Paraíso, 8 Esteller, 9 Martínez, 10 Fabón, 11 Álvarez, 12 González, 13 Reyes, 14 Llopis, 15 Hernández, All. -                  |                    |
| 7. | Brasile            | Brasile under 194 Aluisio, 5 Joel, 6 Vanderlei, 7 Olívia, 8 Gema, 9 Ivan, 10 Ricardo, 11 Cambraia, 12 Tonico, 13 Janjão, 14 Rogério, 15 Everaldo, All. -                      |                    |
| 8. | Canada             | Canada under 194 Foreman, 5 Vassell, 6 Ryan, 7 Walcott, 8 Hamilton, 9 Barrett, 10 Walker, 11 Koughnett, 12 Njoku, 13 Rosu-Myles, 14 Christiansen, 15 George, All. -           |                    |
| 9. | Unione Sovietica   | Unione Sovietica under 194 Ol'brecht, 5 Judin, 6 Petenev, 7 Karasëv, 8 Goutorov, 9 Okunskij, 10 Grezin, 11 Kudelin, 12 Kondratov, 13 Fetisov, 14 Gračev, 15 Michajlov, All. - |                    |
| 10. | Cina               | Cina under 194 Wu, 5 Han, 6 Wang She., 7 Yuan X., 8 Wang Sho., 9 Hu, 10 Zhang, 11 Liang, 12 Zheng, 13 Yuan W., 14 Li, 15 Fan, All. -                                          |                    |
| 11. | Australia          | Australia under 194 Armfield, 5 Close, 6 Le Gassick, 7 Goodwin, 8 Carroll, 9 Maher, 10 Ronaldson, 11 Reidy, 12 Brettell, 13 Smith, 14 Whitehead, 15 Alexander, All. -         |                    |
| 12. | Siria              | Siria under 194 Hashmeh, 5 Karkoukli, 6 Abou Saada, 7 Abdoul Houy, 8 Issa Abdullah, 9 Derak Sibae, 10 Keblaowi, 11 Demerjean, 12 Sibae, 13 Kassas, 14 Aslan, 15 Osman, All. - |                    |
| 13. | Angola             | Angola under 194 Lemos, 5 António, 6 Betel, 7 Lutonda, 8 Paulo, 9 Morais, 10 Martins, 11 Chipongue, 12 Neto, 13 Domingos, 14 Tchiengo, 15 Victoriano, All. -                  |                    |
| 14. | Uruguay            | Uruguay under 194 Formeliano, 5 Reina, 6 Losada, 7 Bouzot, 8 Castro, 9 Riera, 10 Rivera, 11 Apud, 12 Laborda, 13 Ressi, 14 Niquichenco, 15 Caneiro, All. -                    |                    |
| 15. | Nigeria            | Nigeria under 194 Adeyemi, 5 Salami, 6 Okeke, 7 Adamu, 8 Awojobi, 9 Okunrinyo, 10 Adebayo, 11 Medos, 12 Yaige, 14 Nikoro, 15 Tijjani, All. -                                  |                    |
| 16. | Giappone           | Giappone under 194 Sorita, 5 Kazama, 6 Yaoita, 7 Horiuchi, 8 Iwasa, 9 Okuyama, 10 Setsumasa, 11 Mori, 12 Minamiyama, 13 Kawamoto, 14 Narita, 15 Taketani, All. -              |                    |